# Måsörarna (Brändö, Åland)
Måsörarna är skär i Åland (Finland). De ligger i Skärgårdshavet och i kommunen Brändö i landskapet Åland, i den sydvästra delen av landet. Öarna ligger omkring 79 kilometer nordöst om Mariehamn och omkring 230 kilometer väster om Helsingfors.
Arean för den av öarna koordinaterna pekar på är 3,2 hektar och dess största längd är 380 meter i nord-sydlig riktning. Trakten är glest befolkad.